# Abraham van Hoey
Abraham Van Hoey, né à Gorkum le 10 juillet 1684 et mort à Marlot, le 10 octobre 1766, est un homme politique et diplomate néerlandais.

## Biographie
Abraham van Hoey officia comme conseiller à la cour de Hollande (1713), trésorier des domaines de la province de Hollande (1717), puis ambassadeur à la cour de France (1727). Diplomate modéré, parfois ouvert aux idées développées par le royaume de France, il mécontenta plusieurs fois ses compatriotes, jusqu’à demander, en 1747, à être relevé de ses fonctions. À son départ, Louis XV lui offrit plusieurs médailles en or. 
Très mal accueilli aux Pays-Bas, il fut néanmoins réhabilité par son attachement à la « doctrine de l’Impartialité » durant la guerre de Sept Ans (1756-1763) qui, en effet, fut une période favorable à la prospérité économique de son pays. N’ayant plus de fonctions officielles depuis son retour de France, Hoey s’éteignit à Marlot, près de La Haye. 
Son portrait a été peint en 1735 par Hyacinthe Rigaud contre 600 livres : « Mr de Vanouy, Van Hoey, ambassadeur de Hollande, ambassadeur des états généraux. Entièrement orig[ina]l. ». Une longue inscription en néerlandais figure au dos de la toile de rentoilage, copie vraisemblable d’une signature apposée au dos de la toile originale.